# Scraptia brunnea
Scraptia brunnea là một loài bọ cánh cứng trong họ Scraptiidae. Loài này được Marseul miêu tả khoa học năm 1876.